# Danh sách đĩa đơn bán chạy nhất tại Nhật Bản
Nhật Bản là thị trường âm nhạc lớn thứ hai thế giới. Năm 1968, Original Confidence được thành lập và bắt đầu cung cấp các bảng xếp hạng âm nhạc đến công chúng.
Dưới đây là các danh sách đĩa đơn bán chạy nhất tại Nhật Bản, dựa trên dữ liệu từ Oricon. Các danh sách này không bao gồm các đĩa đơn được phát hành trước năm 1968.

## Các đĩa đơn bán chạy nhất tại Nhật Bản
Kỷ lục Guinness Thế giới hiện đang công nhận rằng Oyoge! Taiyaki-kun của Shimon Masato là đĩa đơn bán chạy nhất tại Nhật Bản.

### Danh sách các đĩa đơn bán chạy nhất tại Nhật Bản 1968-2006
| Vị thứ | Năm  | Doanh số | Vị trí cao nhất | Tên                                       | Nghệ sĩ                                                           |
| ------ | ---- | -------- | --------------- | ----------------------------------------- | ----------------------------------------------------------------- |
| 1      | 1975 | 4.547tr  | 1 (11 tuần)     | "Oyoge! Taiyaki-kun"                      | Masato Shimon                                                     |
| 2      | 1972 | 3.256tr  | 1 (16 tuần)     | "Onna no Michi"                           | Shiro Miya                                                        |
| 3      | 2000 | 2.934tr  | 1 (5 tuần)      | "Tsunami"                                 | Southern All Stars                                                |
| 4      | 1999 | 2.918tr  | 1 (3 tuần)      | "Dango 3 Kyodai"                          | Kentarou Hayami, Ayumi Shigemori, Himawari Kids, Dango Gasshoudan |
| 5      | 1992 | 2.895tr  | 1 (6 tuần)      | "Kimi ga Iru Dake de"                     | Kome Kome Club                                                    |
| 6      | 1991 | 2.822tr  | 1 (13 tuần)     | "Say Yes"                                 | Chage & Aska                                                      |
| 7      | 1994 | 2.766tr  | 1 (3 tuần)      | "Tomorrow Never Knows"                    | Mr. Children                                                      |
| 8      | 1991 | 2.587tr  | 1 (7 tuần)      | "Oh! Yeah!" / "Love Story wa Totsuzen ni" | Kazumasa Oda                                                      |
| 9      | 2003 | 2.573tr  | 1 (7 tuần)      | "Sekai ni Hitotsu dake no Hana"           | SMAP                                                              |
| 10     | 1995 | 2.488tr  | 1 (1 tuần)      | "Love Love Love" / "Arashi ga Kuru"       | Dreams Come True                                                  |